# The Gleaner
The Gleaner is een Jamaicaanse krant. De redactie is gevestigd in Kingston. De krant wordt uitgegeven door de Gleaner Company.

## Geschiedenis
De eerste editie verscheen op 13 september 1834 onder de naam The Gleaner and Weekly Compendium of News. In 1882 werd de krant getroffen door een brand, en bij de aardbeving die Kingston op 14 januari 1907 trof werd ook het gebouw van de krant verwoest in Harbour Street. Vanaf 1939 verscheen de Sunday Gleaner. In 1969 verhuisde de redactie naar de huidige locatie in North Street en op 7 december 1992 werd de naam van de krant gewijzigd van The Daily Gleaner in The Gleaner.

## Redactie
| Tijdspanne   | Hoofdredacteur     |
| ------------ | ------------------ |
| 1892 - 1897  | Joshua DeCordova   |
| …            |                    |
| 1944 - 1948  | Michael DeCordova  |
| …            |                    |
| 1973 - 1976  | Theodore Sealy     |
| 1976 - 1985  | Hector Wynter      |
| 1986 - 1992  | Dudley Stokes      |
| 1992 - 1994  | Ken Allen          |
| 1994 - 2001  | Wyvolyn Gager      |
| 2001 - 2018  | Garfield Grandison |
| 2018 - heden | Robert Hart        |